# Mendavia
Mendavia ist eine nordspanische Kleinstadt und eine Gemeinde (municipio) mit 3.535 Einwohnern (Stand: 2024) im Süden der Autonomen Gemeinschaft Navarra.

## Lage und Klima
Mendavia liegt im Tal des Ebro gut 85 km (Fahrtstrecke) südwestlich von Pamplona bzw. ca. 20 km ostsüdöstlich von Logroño (nahe dem Flughafen Logroño-Agoncillo) in einer Höhe von ca. 360 m. Das Klima ist gemäßigt bis warm; Regen (ca. 604 mm/Jahr) fällt überwiegend im Winterhalbjahr.

## Bevölkerungsentwicklung
| Jahr      | 1970 | 1981 | 1991 | 2001 | 2011 | 2021 |
| Einwohner | 3344 | 3378 | 3568 | 3571 | 3717 | 3505 |

Trotz der Reblauskrise im Weinbau, der zunehmenden Mechanisierung der Landwirtschaft, der Aufgabe bäuerlicher Kleinbetriebe und der daraus resultierenden Arbeitslosigkeit auf dem Lande sind die Bevölkerungszahlen seit der zweiten Hälfte des 20. Jahrhunderts im Wesentlichen stabil geblieben.

## Wirtschaft
Der von den Römern betriebene Weinbau gewann ab dem 19. Jahrhundert an Bedeutung. Hier wird der Rioja produziert.

## Sehenswürdigkeiten
- Archäologische Ausgrabung El Castillar mit einer bronzezeitlichen Siedlung
- Johannes-der-Täufer-Kirche (Iglesia de San Juan Bautista)
- Marienkapelle (Ermita de la Virgen de la Legarda)
- Grangie von Imaz

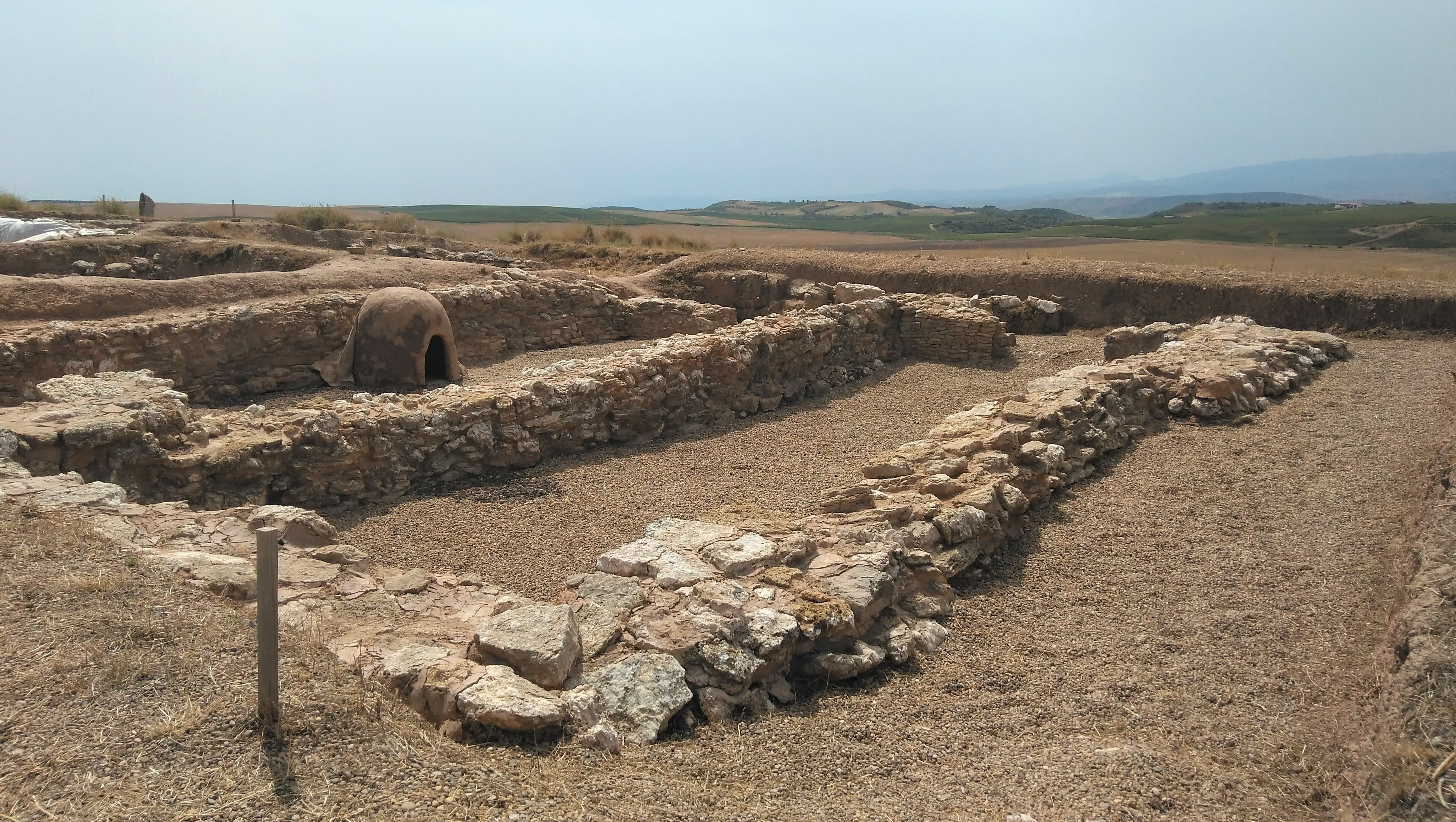
Ausgrabungsstätte El Castillar
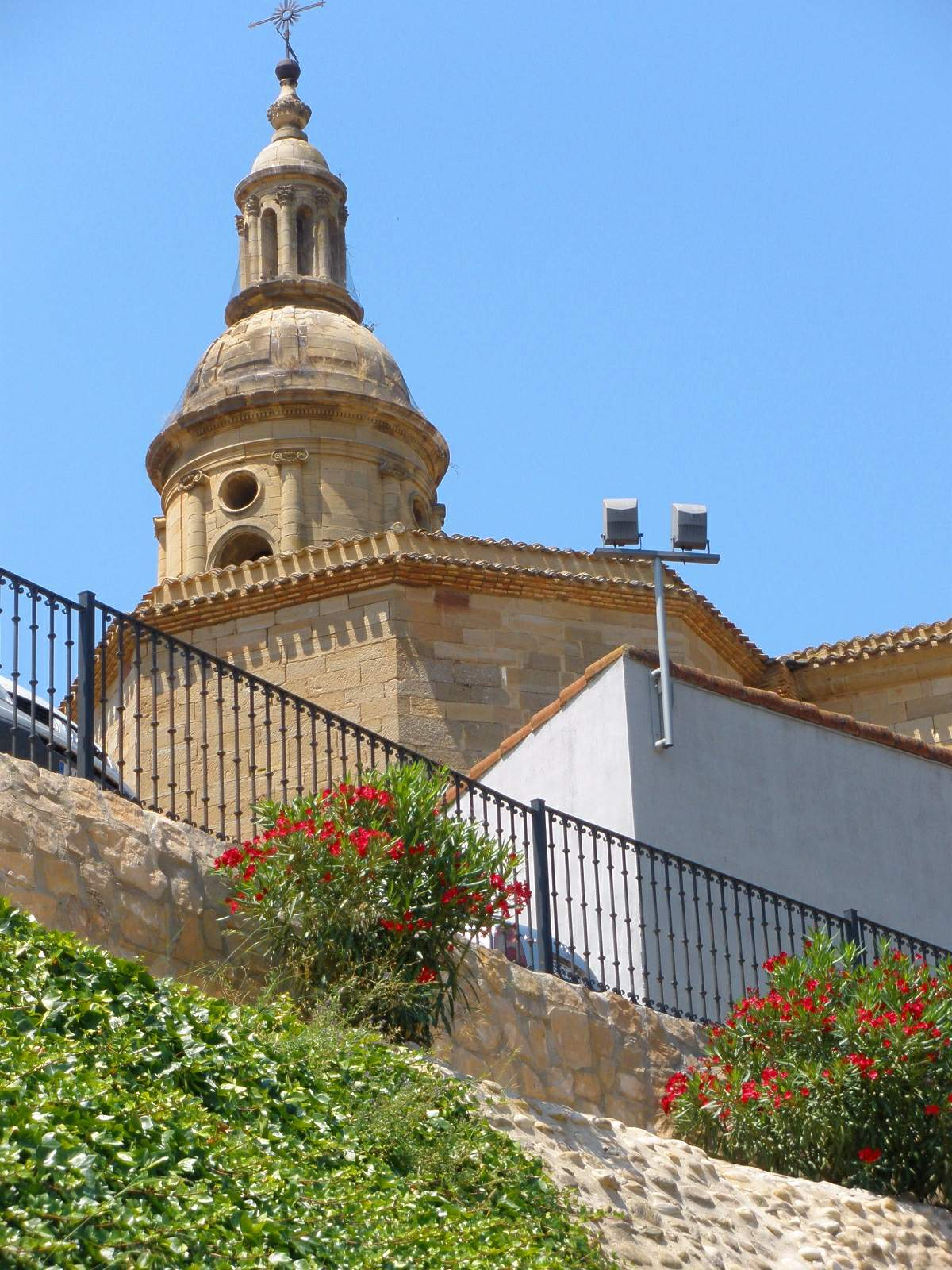
Johannes-der-Täufer-Kirche
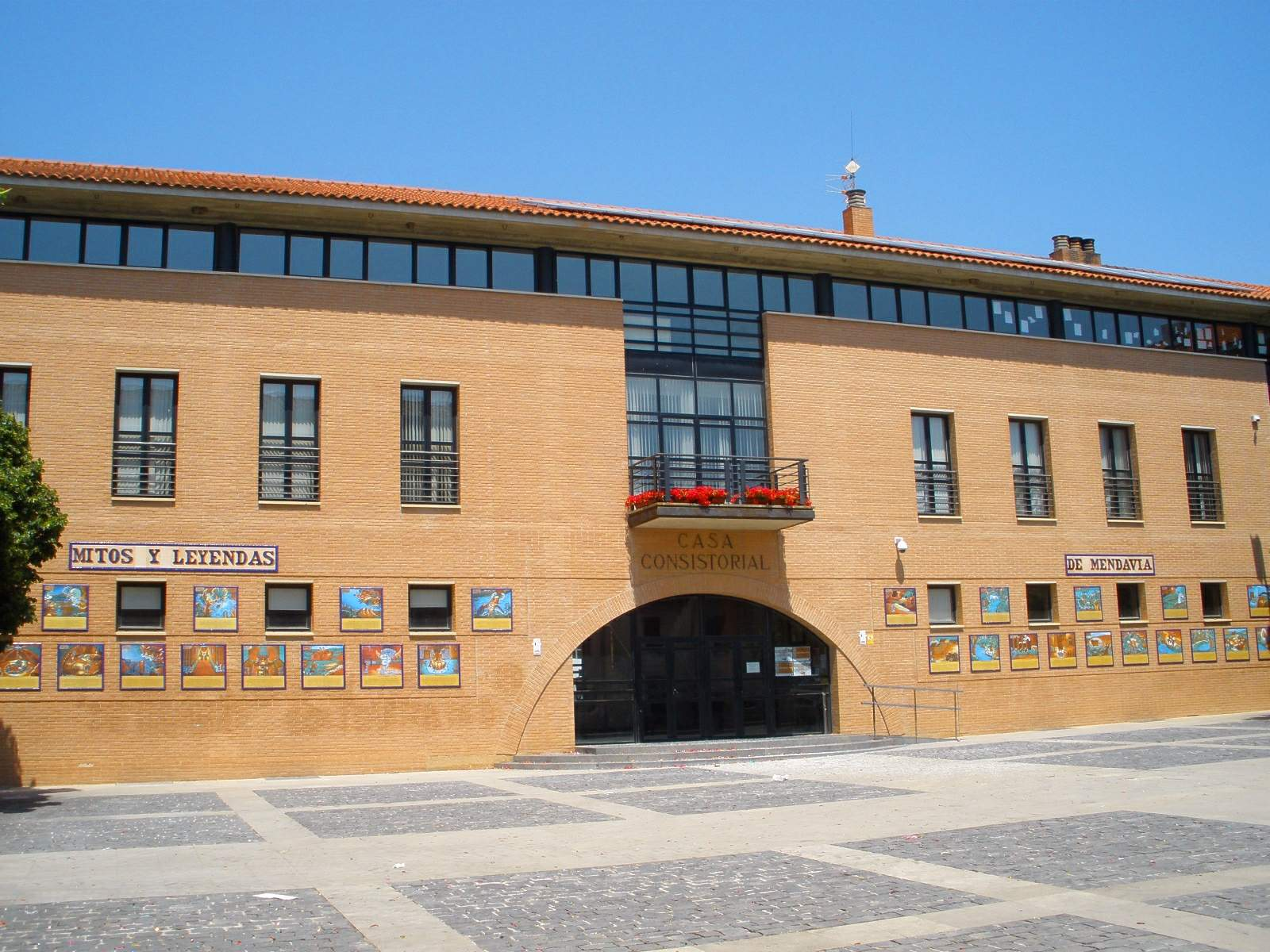
Rathaus

## Gemeindepartnerschaften
Mit folgenden Gemeinden bestehen Partnerschaften:
- Saint-Yzan-de-Soudiac, Département Gironde (Neuaquitanien), seit 2001
- Positano, Provinz Salerno (Kampanien), seit 2007
- Marousi, Region Athen-Nord (Attika), seit 2007
- Albeștii de Muscel, Kreis Argeș (Walachei), seit 2007